# Keith Urban
Pour les articles homonymes, voir Urban (homonymie).
 (mars 2017).
Si vous disposez d'ouvrages ou d'articles de référence ou si vous connaissez des sites web de qualité traitant du thème abordé ici, merci de compléter l'article en donnant les références utiles à sa vérifiabilité et en les liant à la section « Notes et références ».
Keith Urban est un chanteur et guitariste de country australien, né le 26 octobre 1967 à Whangarei en Nouvelle-Zélande.

## Biographie
Keith Urban a grandi près de Brisbane, en Australie. Ses parents aimaient la culture américaine, particulièrement la musique country. Il a commencé à jouer de la guitare dès l'âge de six ans et donne son premier concert deux ans plus tard[réf. souhaitée].
En 1992, il quitte son pays pour faire partager sa musique à plus grande échelle et part donc aux États-Unis. Après quelques années sur la route, durant lesquelles il fait de petits concerts, il signe un contrat avec EMI/Capitol Records et son succès est  dès lors phénoménal. Les trois albums solo qu'il a sortis ont été vendus à 5 millions d'exemplaires, en comptant seulement les États-Unis, le Canada et l'Australie.
En 2002, il sort Golden Road (qui inclut Somebody Like You, Song For Dad…), puis en 2004, Be Here (comportant le single Days Go By).
« L'homme le plus sexy de la country music », (élu par le magazine Country Weekly) épouse l'actrice Nicole Kidman le 25 juin 2006. Il lui dédie la chanson Once In a Lifetime. Le couple a deux filles, Sunday Rose, née le 7 juillet 2008 et Faith Margaret née le 28 décembre 2010.
C’est le premier extrait de l'album Love, Pain & the Whole Crazy Thing paru en novembre 2006.
C’est à cette occasion le deuxième artiste country (après Shania Twain) à bénéficier d'une couverture médiatique en France, mais il est annoncé comme un artiste rock afin de mieux « passer » sur les ondes de l'Hexagone… Il entame début 2007 une tournée mondiale, des dizaines de dates en passant par de nombreuses villes américaines, l'Angleterre, l'Allemagne et un retour en Australie.
En 2012, il est un des 4 coaches de la version australienne de The Voice au côté de Seal, Delta Goodrem et Joel Madden.
La même année, il intègre le jury d'American Idol pour la saison 12. Il rejoint ainsi Randy Jackson, seul juré présent depuis la saison 1, et Mariah Carey et Nicki Minaj.
En 2013, lors de la sortie de son album Fuse, il déclare s'être inspiré de Madonna et de son single Don't Tell Me, pour réaliser son titre Little Bit of Everything.
Il fait partie, avec sa femme Nicole Kidman, des nombreuses personnalités citées dans les Paradise Papers.